# Gymnothorax dorsalis
Gymnothorax dorsalis är en fiskart som beskrevs av Seale, 1917. Gymnothorax dorsalis ingår i släktet Gymnothorax och familjen Muraenidae. Inga underarter finns listade i Catalogue of Life.